# Presa d'Isbert
La presa d'Isbert se situa al riu Girona i pertany al municipi de la Vall de Laguar (Marina Alta).
La presa fou projectada al final del segle xix. Es construí entre 1928 i 1944. Va ser abandonat per problemes de filtració. Presenta problemes derivats del material edàfic que trobem a la zona, on predominen els terrenys calcaris afavorint la formació d'aqüífers. Al costat de la presa a uns dos cents metres s'excavà un pou, el denominat Pou Lucifer. El 2013 va estudiar-se la possibilitat de construir una segona presa d'Isbert per minvar el risc de riuades del riu Girona.